# Majeoksan
Majeoksan är ett berg i Sydkorea.   Det ligger i provinsen Gangwon, i den norra delen av landet, 80 km nordost om huvudstaden Seoul. Toppen på Majeoksan är 610 meter över havet, eller 77 meter över den omgivande terrängen. Bredden vid basen är 0,31 km.
Terrängen runt Majeoksan är huvudsakligen kuperad, men åt sydväst är den platt. Runt Majeoksan är det ganska tätbefolkat, med 230 invånare per kvadratkilometer. Närmaste större samhälle är Chuncheon, 10,0 km sydväst om Majeoksan. I omgivningarna runt Majeoksan växer i huvudsak blandskog.